# Сукцесија Римског царства
Континуитет, сукцесија и оживљавање Римског царства водећа је тема историје Европе и Средоземља. Одражава трајна сјећања на моћ и престиж повезан са самим Римским царством.
Неколико политија тврдило је да има непосредан континуитет са Римским царством, користећи име или варијацију имена као искључиво или неискључиво сопствени самоопис. Није изненађујуће, како су вијекови пролазили и долазило до више политичких ломова, идеја о институционалном континуитету постајала је све дискутабилнија. Најтрајнији и најзначајнији потраживачи континуитета Римског царства били су, на истоку, Византија, а послије 1453. Османско царство, а на западу Свето римско царство од 800. до 1806. године.
Одвојено од потраживања континуитета, гледиште о скончању царства довело је до разних покушаја да се оно оживи или присвоји његово насљеђе. У одговарајућим контекстима православне Русије од 16. вијека и савремене Италије између 1870. и 1945, такви покушаји су користили израз „Трећи Рим” („Први Рим” и „Други Рим” су Рим у Италији и Константинопољ у Византији) да би указали на своје тврдње о легитимној сукцесији.

## Историографија и номенклатура
У западној Европи, Леонардо Бруни је почетком 15. вијека је свргнуће Ромула Августула 476. увео као историјску прекретницу, која означава пад Западног римског царства, а тиме и почетак средњег вијека, тврдњу коју је ојачао Кристоф Келер крајем 17. вијека, а зацементирао Едвард Гибон крајем 18. вијека. То је, међутим, нешто више од историографске конвенције, пошто је царска идеја надживјела Западно римско царство у већем дијелу западне Европе, и заиста је доспјела на територије које никада нису биле под римском влашћу током класичне антике.
Идеја Источног римског царства окончана 1453, коју је такође усвојио Гибон, упитна је на сличан начин. Присвојена титула цара Римљана коју су користили османски султани, била је правдана правом освајања, иако то уопште нису прихватиле тадашње хришћанске државе Европе и био је само један од неколико извора султанове легитимације, чак и међу његовим хришћанским поданицима. Мјера у којој су османске царске претензије захтијевале додатну потврду од вјерског ауторитета, добиле су од цариградског патријарха Генадија II и његових насљедника. Недостатак признавања тог континуитета у традиционалној западној историографији може се посматрати као случај политичког и/или пристрасног вјеровања.

### Називи
Држава коју модерна историографија назива „Византијом”, за себе је користила назив Ромејско (Римско) царство, Царство Ромеја (Римљана) или краће Ромеја, све до пада Константинопоља 1453. године. Након успостављања Светог римског царства 800, хришћани западне Европе нису били вољни да примјењују „римски” епитет на Источно царство и често су га називали „Царство Грка” или „Грчко царство”, иако су користили и назив Ромеја (лат. Romania) — потоњи се користио и за Латинско царство из 13. вијека. Насупрот томе, муслимани Леванта и даље на истоку обично су људе из Источног царства називали „Римљанима” (Rum), а западне Европљане, укључујући и оне из Светог римског царства, „Францима” (Farang).
Назив Византион се односи на древни град на Босфору, садашњи Истанбул, који је Константин преименовао у Константинопољ 330. године. Након тога назив није кориштен, изузев у ријетким историјским или поетским контекстима, све док први пут није добио своје ново значење 1557. — када је њемачки научник Хијероним Волф објавио свој Corpus Historiæ Byzantinæ, збирку историјских извора о Источном царству. Затим су од 1648. па надаље, Филип Лабе и француски језуити објављивали De Byzantinæ historiæ scriptoribus од 24 тома, а Шарл ду Канж је објавио Historia Byzantina 1680. године. Ови подухвати су додатно учврстили употребу ознаке „византијски” међу француским ауторима, укључујући Монтескјеа у 18. вијеку. Изван Француске у западном свијету, у општу употребу је ушао тек средином 19. вијека, након што су Бартолд Георг Нибур и његови сарадници објавили Corpus Scriptorum Historiae Byzantinae од 50 томова.
Слично, оно за шта историчари користе назив „Каролиншко царство” и „Свето римско царство” — на француском и шпанском „Свето римско германско царство” (Saint Empire romain germanique, Sacro Imperio Romano Germánico), било је Римско царство, Царство Римљана или једноставно Царство за своје поданике и владаре, са додатком „Франачко” или „Франака” у зависности од контекста. Борба за инвеституру 1157. довела је до праксе да се Царство, иако не и сам цар, називају „светим” (sacrum). Референца на Њемачку (Heiliges Römisches Reich Deutscher Nation, Sacrum Imperium Romanum Nationis Germanicæ), која се први пут јавља крајем 15. вијека, никада се није често користила у званичним царским документима, па чак и тада био је погрешан назив јер јурисдикција Царства у Италији није у потпуности нестала. Друге колоквијалне ознаке у раној модерној ери укључивале су „Њемачко царство” (Deutsches Reich) или „Римско-њемачко царство” (Römisch-Deutsches Reich).
Неколико деценија прије пропасти Светог римско царства, Волтер је 1773. изрекао чувену досјетку да оно „ни на који начин није било свето, ни римско, ни царство”.

## Царски легитимитет
У првим деценијама Римског царства, легитимитет у великој мјери је дефинисан институцијама насљеђеним од Римске републике, у почетку заједно са обликом насљедне сукцесије унутар династије Јулијевци-Клаудијевци. Како су старе републичке институције постепено губиле на значају, многи каснији цареви су свој легитимитет извлачили из акламације од стране војске, а током династије Антонина, усвајањем од стране њихових претходника. Само Римско царство је дуго било дефинисано истоименим главним градом, али је ова једначина постала замагљена након кризе 3. вијека, пошто је административно средиште премјештено у Медиоланум (Милано), а затим даље подијељен на различите локације (нпр. Никомедија, Сирмијум, Августа Треворум, Сердика) прије него што га је Константин Велики поново консолидовао у Византиону, који је преименован и посвећен у Константинопољ 330 — док је Равена замијенила Милано као западну политичку пријестоницу 402. године. У међувремену, Царство је христијанизовано током 4. вијека, што је дјелимично редефинисало власт цара пошто је постао заштитник нове државне религије.
Дакле, царски идентитет, а самим тим и питање која држава би с правом могла да тврди да је Римско царством, није почивала на једном критеријуму, већ на низу фактора: доминантној територијалној моћи и повезаним атрибутима мира и реда; власт над Римом и/или Константинопољем; заштити правде и хришћанске вјере (од паганства, јереси, а касније и ислама); као и, иако само повремено, разматрања династичке сукцесије или етничког национализма.

### Конфликтне тврдње
У очима средњовјековних хришћана, Римско царство је било недјељиво и његов цар је имао донекле хегемонистички положај чак и над хришћанима који нису живјели унутар формалних граница царства. Од пада Западног римског царства током касне антике, Византија (која је представљала преостале провинције на истоку) било је признато од стране папе, разних нових хришћанских краљевина широм Европе, као и од саме себе, као легитимно Римско царство. То се промијенило 797. када је цара Константина VI збацила, ослијепила и замијенила његова мајка, царица Ирина, чија владавина на крају није била прихваћена на западу Европе, а као најчешћи разлог се наводи да је било жена. Умјесто да призна Ирину, папа Лав III је 800. прогласио краља Франака, Карла Великог, за римског цара под концептом translatio imperii (пренос власти).
Иако су два царства на крају попустила и признале владаре као цареве, никада нису експлицитно признали један другог као „римског” цара, а Визнатинци су цара Светог римског царства ословљавали са „цар (или краљ) Франака”, а касније и као „краљ Њемачке”, док западни извори византијског цара наводе као „цара Грка” или „цара Константинопоља”. Током вијекова након крунисања Карла Великог, спор око царске титуле био је једно од најспорнијих питања у политици Свето римско царство — Византија и иако је због тога ријетко долазило до војних акција, спор је значајно погоршао дипломатске односе између два царства. Недостатак сукоба је вјероватно углавном био посљедица географске удаљености између два царства. Повремено су на царску титулу право полагали сусједи Византије, попут Бугарске и Србије, што је често доводило до војних сукоба.
Након што су католички крсташи током Четвртог похода 1204. моментално збацили Византију и замијенили је Латинским царством, спор се наставио иако су оба цара сада слиједила истог вјерског поглавара по први пут од почетка спора. Иако су латински цареви признавали цареве Светог римског царства као легитимне римске цареве, они су такође тражили титулу за себе, што заузврат није признало Свето римско царство. Папа Иноћентије III је на крају прихватио идеју divisio imperii (подјела власти), по којој би царска хегемонија била подијељена на западну (Свето римско царство) и источну (Латинско царство). Иако је Латинско царство уништено обнављањем Византије под Палеолозима 1261, они никада нису достигли моћ царства прије 1204, а његови цареви су игнорисали проблем два цара у корист ближих дипломатских односа са Западом због могуће помоћи у борби против непријатеља.
Проблем два цара се у потпуности појавио тек након пада Константинопоља 1453, након чега је османски султан Мехмед II преузео царско достојанство као цезар Рима (Kayser-i Rûm) и тежио за универзалном хегемонијом. Османске султане је Свето римско царство признало као цареве Константинопољским миром из 1533, али владари Светог римског царства заузврат нису били признати као цареви. Османлије су владаре Светог римског царства сматрали краљевима вијек и по, све док султан Ахмед I није званично признао Рудолфа II за цара Житванским миром 1606, прихватањем divisio imperii, што је довело до окончања спора између Константинопоља и западне Европе. Поред Османлија, Руско царство и касније Руска Империја такође је полагала право на римско насљеђе Византије, са владарима који су се титулирали као цареви (изводено од цезар) и касније императори. Њихово полагање права на царску титулу су владари Светог римско царство одбијали све до 1726, када је Карло VI признао то као дио посредовања у савезу, иако је одбио да призна да су оба монарха имала једнак статус.

### Царство и хришћанство
Од 4. вијека, а нарочито од Солунског едикта 380, одбрана и промовисање хришћанства био је кључни покретач царског идентитета. Међутим, од 380. територијални обим царства или било којег сукцесора никада се није тачно поклапао са хришћанским свијетом, а неслагања су довела до трајних сукоба легитимитета. Најважнији од њих био је Велики раскол, који се коначно догодио 1054. као посљедица дугогодишњег сукоба око управљања и јурисдикције (познате као црквене разлике) и око доктрине (теолошке разлике), и може се посматрати као одложени ефекат проблема два цара који је настао стварањем Каролиншког царства 800. године.
Ранији примјери укључују преференцију неколико „варварских” краљевстава током Сеоба народа ка аријанству, након што је конкурентски Никејски симбол вјере повратио доминацију у Константинопољу: Бургунди до 516, Вандали до 534, Остроготи до 553, Свеви до 560-их, Визиготи до 587. и Лангобарди до 652. године. Усвајање аројанства заштитило је владаре ових краљевстава од вјерских спорова и политичких иницијатива Константинопоља, док је њиховим већински католичким поданицима било прихватљивије него паганизам.
У два наврата, источни (православни) цареви су поново уједини своју цркву са западним (католичким) двојником, из политичког мотива и без трајног ефекта. На Другом лионском сабору 1274, цар Михаило VIII за циљ је имао да умири папство како би држао под контролом своје „франачке” противнике, посебно планове Карла I да (поново) нападне Византију; унија никада није била широко прихваћена у Константинопољу, а поништена је на Константинопољском сабору 1285. након што су и Михаило и Карло умрли. На Ферарском сабору 1438—1439, цар Јован VII је преговарао под османском пријетњом, али је споразум о унији опет негодован у Константинопољу, а прогласио га је Исидор Кијевски тек у децембру 1452, четири године након Јованове смрти и касно да спријечи пад Константинопоља неколико мјесеци касније.
Супротно томе, политика османских султана као самопроглашених царева Римљана (тј. на језика тог времена, православних хришћана) подржавала је независност Православне цркве од Рима и повремено је фаворизовала реформе како би се вјерски инспирисан сепаратизам одржао. Почетни инструмент те политике, Генадије II, био је истакнути противник уније Православне цркве и Католичке цркве 1440-их и раних 1450-их година.
Веза између царства и хришћанска има трајно насљеђе: до данас Рим остаје сједиште Католичке цркве, а Константинопољ (Истанбул) Васељенске патријаршије са широко признатим статусом primus inter pares (први међу једнакима) унутар Православне цркве.

## Царски континуитет на Истоку

### Источно римско/Византијско царство до 1204.
Између Римског царства и Византије постоји непрекидан континуитет, до те мјере да је датум када прво завршава, а друго почиње, у суштини ствар историографске конвенције. Византинци су себе досљедно и скоро искључиво називали Римљанима (Ромејима), прије и некон што су усвојили грчки као главни државни језик у 7. вијеку.
Традиционална западноевропска историографија држи 395. као датум почетка Византије, када су Теодосија I насљедили Аркадије на Истоку и Хонорије на Западу. Алтернативне конвенције датирају прелазак из Рима у Визант превођење царске пријестонице из Рима у Константинопољ 330, или у вријеме владавине Ираклија, која означава крај касне антике.
Иако је Византија прошла кроз бројне политичке преокрете и суочила се са периодима драматичних контракција у 7. и касном 11. вијеку, она је показала неупитан институционални континуитет све до 1204, не само зато њено сједиште моћи, Константинопољ, никада није освојено током овог периода.
Насупрот томе, на територијама источног Средоземља које током тог периода више нису биле дио царства, није се појавило готово никакво конкурентско право на царски легитимитет. На различите начине, Авари и Словени на Балкану, те Сасаниди и муслимани на Леванту и у сјеверној Африци, имали су различите моделе управљања и нису имали апетита да се представљају као Римљани. Ово такође може бити повезано са њиховом немогућношћу да освоје царску пријестоницу упркос бројним покушајима, као што сугерише контрапримјер да су османски султани полагали право на царску титулу послије 1453. године.

#### Бугарско царство
У периоду прије 1204, једина званична конкурентска царска претензија на Истоку појавила се 913, када је Симеон I, владара Бугарске, цариградски патријарх и царски регент Николај Мистик крунисао за цара Бугара и Римљана изван византијске пријестонице. Период 914—927. протекао је у деструктивно византијско-бугарском рату због претензија на царску титулу и других питања. Бугарског монарха је на крају као „цара Бугара” признао византијски цар Роман I 924, након конвенције која је такође усвојена са Каролиншким царством по којој василевс (грчка ријеч која се може превести као „краљ” или „цар” у зависности од контекста) није била једнака титули цара све док није експлицитно давала власт над „Римљанима”. Цариградско признање достојанства василевса бугарском монарху и патријаршијског достојанства бугарског патријарха поново је потврђено склапањем трајног мира и бугарско-византијско династичког брака 927. године. Бугарска титула „цар” (цезар) усвојили су свих бугарски монарси све до пада Бугарске под османску власт.
Током Другог бугарског царства, књижевни списи из 14. вијека приказивали су тадашњу пријестоницу Трново, сада Велико Трново, као насљедника Рима и Константинопоља. Бугарски савременици су за град користили назив „Царевград Трново”, царски град Трново, под угледу на словенски назив за Константинопољ, Цариград (стсл. Цѣсарьградъ).

### Четврти крсташки рат
Четврти крсташки рат и пљачкање Константинопоља 1204. означили су велики прекид у историји Источног римског/Византијског царства и отворили период фрагментације и супротстављених захтјева за царским легитимитетом. Крсташи („латински”) освајачи су подијелили већи дио царства између себе формалним уговором о подјели, према којем се непосредна власти Латинског царства није простирала много даље од само града Константинопоља. Обухватала је црноморске мореузе и њихово непосредно залеђе, нпр. Андријанопољ и Никомедија, али не и Солун и Никеју. Остале територије бившег царства нису освојили латински крсташи, већ су их држали различити насљедници бившег („грчког”) царства.
Неколико држава које су произашле из те фрагментације тврдиле су да су законити насљедници претходног царства, из различитих мотива: Латинско царство је држало пријестоницу царства; владари Трапезундског царства су потицали из некадашње царске породице Комнени; они из Епирске деспотовине (укратко Солунско царство) били су из породице Анђела, иако су се одрекли царских претензија прихватањем никејске власти 1248; Никејско царство је успјешно преузело патријаршију 1206. и на крају је побиједило вјештим управљањем савезима и поновним заузимањем Константинопоља 1261. године.

#### Латинско царство Константинопоља
Латинско царство је имало сопствену линију царске сукцесије, којом је у почетку доминирао дом Фландрије, а затим француски дом Куртене. Борба се водила готово од почетка, међутим, град никада није могао да се опорави од трауме из 1204. године. Упркос свом теоретском сизеренству, Латинско царство није било чак ни политички доминантно међу крсташким државама.
Након што су протјерани из Константинопоља 1261, титуларни цареви су повремено држали територијалну власти у дијеловима савремене Грчке. Жак де Бо био је ахајски кнез 1381—1383. и посљедњи забиљежени претендент на латинску царску титулу.

### Касна Византија
Палеолози су наставили римско царско насљеђе од повратка Константинопоља 1261. до османског освајања 1453. године. Међутим, царство се током тог периода знатно смањило и на крају је то био само царски град без икаквог залеђа, уз додатак Мореје (данас Пелопонез) који је обично био под непосредном влашћу једног од царевих синова са титулом деспота. Ова линија царског насљеђа нестала је 1453: иако је Морејска деспотовина потрајала још неколико година, све док је Османлије нису заузеле 1460, њени тадашњи владари нису полагали право на царску власт.

#### Српско царство
Српски краљ Стефан Душан се прогласио за цара 1345, а 16. априла 1346. су га крунисали патријарх српски, патријарх бугарски и архиепископ охридски. Његову царску титулу признало је, између осталих, Бугарско царство, који је било знатно смањено након битке код Велбужда 1330, али не и Византија. У Србији је титулу цар Срба и Ромеја носио тек Душанов син Стефан Урош V све до своје смрти 1371. године. Душанов полубрат, Симеон Урош, и његов син Јован Урош, носили су исту титулу све до абдикације потоњег 1373, док су владали Епиром и Тесалијом.

#### Трапезунтско царство
Трапезунтско царство, једна од држава настала фрагментацијом у раном 13. вијеку, опстало је све до османског освајања 1461. године. Владари из династије Комнен су полагали право на царску титулу у конкуренцији са царевима у Константинопољу, иако нису добили било какво значајно међународно признање.
Засебна политија на кримској обали Црног мора, Кнежевина Теодоро, пала је у османске руке тек 1475. године. Нема назнака да су њени владари тврдили да су римски цареви.

#### Уступање титуле Андреја Палеолога
Андреј Палеолог, нећак посљедњег византијског цара Константина XI Палеолога и глава онога што је остало од породице Палеолог, почео је да се назива царем Константинопоља 1483. и, вјероватно без потомства, продао је оно што је сматрао царском титулом Шарлу VIII од Француске 1494. године. Наредни краљеви Француске задржали су ту титулу до Шарла IX 1566, који ју је престао користити. Шарл IX је написао да је царска византијска титула „није еминентнија од краљевске, која звучи боље и слађе”.
У својој посљедњој опоруци 1502, Андреј Палеолог је поново уступио своју самододијељену царску титулу, овог пута Фернанду II од Арагона и Изабели I од Кастиље. Други претенденти на византијски пријесто појавили су се исте године након његове смрти, са све сумњивијим тврдњама како су године пролазиле. Војвода Мантове Карло I Гонзага, који је такође тврдио да потиче из породице Палеолог, изјавио је 1612. да намјерава да поврати Константинопољ, али је успио само да изазове устанак на полуострву Мани, који је трајао до 1619. године.

### Османско царство послије 1453.
Након пада Константинопоља 1453, Мехмед II прогласио се римским царем: Kayser-i Rum, дословно „цезар Римљана”, стандардна титула ранијих византијских царева у арапским, персијским и турским земљама. Свечано је поставио Генадија, чврстог антагонисту католицизма и султанових европских непријатеља, за васељенског патријарха 1454. и етнарха (milletbashi) Румског милета, односног грчких православних хришћана унутар царства. Заузврат, Гендије је подржао Мехмедову тврдњу о царском насљеђу.
Мехмедова тврдња је углавном почивала на идеји да је Константинопољ био законито сједиште Римског царства, као што је заиста био више од једног миленијума, чак и ако се одузме период 1204—1261. Савремени научник Георгије Трапезундски писао је да је „сједиште Римског царства Константинопољ (…) и онај који јесте и остаје цар Римљана, уједно је и цар цијелог свијета”. Додатна, мада упитна тврдња о легитимности односила се на прошле савезе између османске династије и византијских царских породица. Византијска принцеза Теодора Кантакузина била је једна од жена Орхана I, а неподржана, али широко распрострањена прича приказује Мехмеда као потомка Јована Челебије Комнина
Георгије Трапезундски се обратио Мехмеду у пјесми:
Нико не може сумњати да је он цар Римљана. Онај ко држи сједиште царства у својој руци је цар права; а Константинопољ је средиште Римског царства.
Мехмедови царски планови отишли су даље и имали су за циљ освајање самог Рима, чиме је желио ујединити царство на начин који је било уједињено прије скоро осам вијекова. Његов италијански поход почео је 1480. инвазијом на Отрант, али је прекинут Мехмедовог изненадном смрћу 3. маја 1481. године. Нико од његових насљедника није поновио тај подухват. Умјесто тога, они су у више наврата (иако никад успјешно) покушали да освоје пријестоницу ривалских кандидата на римску царску титулу, првом опсада Беча 1529. и другом опсадом 1683. године.
Бити законити насљедник Римског/Византијског царства постао је дио идентитета султаната, заједно са његовим турским и муслиманским насљеђем, иако су западни посматрачи умањивали ту димензију. Према ријечима научника Аслија Ергула:
Османска династија, дефинишући себе као Рум (Рим), интернализовала је хегемонистичку и мултикултуралну структуру Источног римског царства (Византијског царства). Очигледно је то била декларација о одузимању насљеђа Источног римског царства од стране османског султана. Иако ову титулу нису признавали ни Грци ни Европљани, османска династија је себе дефинисала као насљедницу истих територија којим је Византија влада више од једног миленијума.
Сви наредни султани Османског царства задржали су титулу Kayser-i Rum као једну од својих бројних титула, укључујући посљедњег, Мехмеда VI, све до његовог свргавања 1. новембра 1922. (Мехмедов рођак Абдулмеџид II га је накратко насљедио као калиф и амир ел муминин, али никада није имао царску титулу). У дипломатским препискама са Светим римским царством, Османлије су у почетку одбијале да признању царске претензије потоњих, јер су себе видјеле као једине законите насљеднике Рима. Константинопољским миром из 1533, аустријски преговарачи су се сложили да не помињу Свето римско царство, само помињући Фердинанда I као краља Њемачке и Карла V као краља Шпаније. Османлије су, међутим, напустиле тај захтјев у Житванском миру 1606, и слично са Русијом у Кучуккаинарџијском миру 1774. године.
Кинеска употреба током династије Минг означавала је Османлије као Луми (魯迷), изведено од Руми, што дословно значи „римски”.
Једна теорија сугерише да је прихватањем ислама и уједињењем са муслиманима, грчко становништво басена Мраморног мора оживјело Византију као муслиманску државу. Међутим, научници упознати са источним историјским изворима препознају ову теорија као неосновану спекулацију.